# Зарембська Марія Іванівна
Марія Іванівна Зарембська (нар. 19 грудня 1939 р., м. Копичинці, Тернопільської області) — видатна майстриня народної вишивки. Член Національної спілки художників України (1988). Модельєр трикотажу. Народна майстриня декоративно-ужиткового мистецтва (1984).

## Життєпис
Марія Зарембська народилася 19 грудня 1939 року в м. Копичинці Гусятинського району Тернопільської області. З дитячих років батьки прищепили любов до пісні, поезії, вишиванки.

```
Марія Зарембська про себе: 
«На шлях я вийшла ранньою весною».
```

Навчалася в Чортківському педагогічному училищі. В 1964 році закінчила Львівський університет імені І.Франка, факультет філології. 15 років працювала вчителькою російської мови та літератури. Працюючи в школі, разом з учнями оздоблювала костюми для танцювального ансамблю та хору.

## Творчість
Вишиває рушники, скатертини, портьєри, жіночі та чоловічі сорочки за мотивами візерунків різних регіонів України, костюми. Працює в різних техніках вишивання: хрестик, на півхрестик, ретязь, штапівка, кривулька, зерновий вивід, лиштва, низинка. Моделювала трикотажний одяг, збагатила його новими композиційними рішеннями, використовуючи поєднання Подільської та Київської народної традиції.
Багато робіт художниці знаходяться в музеях України. Окремі вироби зберігаються у Тернопільському краєзнавчому музеї та музеї етнографії та художнього промислу м. Львів. 

Нині в неї є музей — майстерня власних робіт, де зберігаються всі її роботи. Музей носить назву «Рідна хата».

## Нагороди
- Срібна медаль ВДНГ (1987);
- Народний майстер декоративно-ужиткового мистецтва (1984)

## Виставки
Марія Зарембська має понад 30 персональних виставок, зокрема виставки в Чехії та Франції (м. Тулуза). 

У 1984 році в м. Києві відбулася перша персональна виставка. Друга виставка відбулася в Тернопільському музеї у 1985 році. 

У 1987 році пройшла виставка майстрині у Львівському музеї декоративно-прикладного мистецтва. 

Представлялися її твори і на двох Всесоюзних виставках декоративно-прикладного мистецтва у Москві (1985 р. та 1987 р.)

Вишиті роботи представлені в 17 музеях України, Росії та Індії.
Творчість Марії Зарембської знайшла відображення в публікаціях багатьох авторів України.

2015 рік - виставка унікальних вишиванок в м.Києві.